# Stormwarrior
Stormwarrior est un groupe de power metal allemand originaire de Hambourg. Il est formé en 1998 par Lars Ramcke et Andre Schumann, puis dans la même année par Scott Bolter et Tim Zienert. Les membres de Stormwarrior tirent leurs influences musicales des groupes de heavy metal des années 1980, comme les groupes allemands Helloween et Running Wild,.

## Biographie

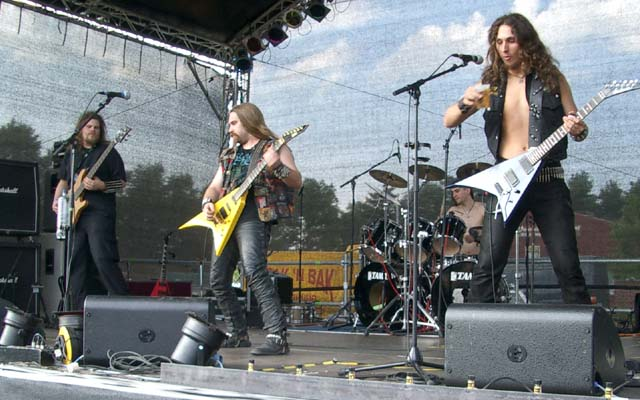
Stormwarrior au Metal Bash Festival en juillet 2003.

Le groupe est formé en 1998 par Lars Ramcke et André Schumann, accompagnés du guitariste Scott Bolter et du bassiste Tim Zienert, recrutés dans la même année. Fortement inspiré par la scène heavy metal des années 1980, en particulier par des groupes originaires de Hambourg comme Helloween ou Running Wild,, Stormwarrior réalise ses premières chansons en une démo intitulé Metal Victory, tirée à 500 exemplaires. Un an plus tard, le groupe enregistre sa deuxième démo, Barbaric Steel, qui est limité à 1 000 exemplaires. Ces deux démos aident le groupe à atteindre une certaine notoriété.
Après de nombreux concerts (y compris le Headbangers Open Air, les Warriors of Steel Meeting, et le Logo à Hambourg), Stormwarrior signe au label italien Dream Evil Records en 2001, auquel le groupe publie sa démo intitulée Possessed by Metal, tiré en 333 exemplaires, comprenant deux chansons issues de leurs deux premières démos. Ils signent ensuite un contrat avec le label hambourgois Remedy Records, et publient leur premier album studio éponyme, Stormwarrior, en 2002, qui comprend le single Spikes and Leather. Le premier album est enregistré et produit par Kai Hansen et Dirk Butcher en juillet 2002. La couverture est conçue par le célèbre artiste Uwe Karczewski, qui a aussi collaboré avec des groupes comme Helloween et Iron Angel.
Après leur apparition au Wacken Open Air en 2002, et au Motala Metal Festival en Suède, le groupe démarre l'enregistrement de son EP Heavy Metal Fire. Au cours de la production de l'EP, le guitariste Scott Bolter quitte le groupe et est remplacé par David Wieczorek. Après plusieurs apparitions dans des festivals en juillet et août (par exemple le Gates of Metal Festival en Suède), Stormwarrior entre de nouveau aux Hansen Studios pour produire son deuxième album studio, Northern Rage, publié en juin 2004. l'album live At Foreign Shores – Live in Japan est publié le 25 août 2006. En décembre 2007, le groupe quitte Remedy Records pour signer au label Dockyard 1. Au label, ils y publient en février 2008 l'album Heading Northe. En novembre 2008, Stormwarrior tourne en soutien aux groupes Firewind et Kiuas en Allemagne, aux Pays-Bas et en Belgique.
En juillet 2010, le groupe signe au label Massacre Records. Au début de 2011, le groupe annonce son quatrième album, Heathen Warrior, pour le 27 mai au label Massacre Records. Il est enregistré aux Jailhouse Studio en Danemark, et sera publié en édition digipack en en format vinyle limité. Le 24 janvier 2014 sort un nouvel album intitulé Thunder and Steele.

## Membres

### Membres actuels
- Lars Ramcke - chant (depuis 1998), guitare (1998-2005, depuis 2006)
- Yenz Leonhardt - basse (depuis 2007)
- Jörg Uken - batterie (depuis 2013)
- Björn Daigger - guitare (depuis 2015)

### Anciens membres
- Scott Bölter - guitare
- Jussi Zimmermann - basse
- Andre Schumann - batterie
- Tim Zienert - basse
- Gabriel Palermo - basse
- David Wiczorek - guitare
- Falko Reshöft - batterie
- Alex Guth - guitare (2005-2014)
- Hendrik Thiesbrummel 	- batterie, chœurs (2009-2013)

## Discographie

### Albums studio
- 2002 : Stormwarrior
- 2004 : Northern Rage
- 2008 : Heading Northe
- 2011 : Heathen Warrior
- 2014 : Thunder and Steele
- 2019 : Norsemen

### Album live
- 2006 : At Foreign Shores - Live in Japan

### Démos et EPs
- 1998 : Metal Victory
- 1999 : Barbaric Steel
- 2001 : Possessed by Metal
- 2002 : Spikes and Leather
- 2003 : Heavy Metal Fire
- 2004 : Odens Krigare